# 伊藤家住宅茶席水鶏庵
伊藤家住宅茶席水鶏庵（いとうけじゅうたく ちゃせきくいなあん）は、愛知県津島市橘町4-85にある茶室。茶席と腰掛待合が登録有形文化財。

## 歴史

### 茶室の竣工
尾張国海部郡弥富村松名（現・愛知県弥富市）の地主である佐野治右衛門は、新田開発や酒造業で財を成した。1868年（明治元年）、佐野治右衛門は吉田紹和宗匠を招いて水鶏庵という茶室を建てた。
名称は松尾芭蕉の句「水鶏啼くと人のいへばや佐屋泊り」に由来するとされる。1882年（明治15年）には歌人の阪正臣が訪れて賞賛した。1913年（大正2年）夏には入江為守の絵に西園寺公望が水鶏庵の文字を揮毫した。

### 津島市への移築
1901年（明治34年）に海部郡佐織町に生まれた伊藤新左衛門は、1935年（昭和10年）2月に伊藤新毛織物工場を設立した。戦後の1948年（昭和23年）、弥富町の水鶏庵が津島市橘町の伊藤家庭園に移築された。伊藤新左衛門は津島市教育委員長も務めている。
2009年（平成21年）4月28日、伊藤家住宅の座敷機石荘、茶席水鶏庵、茶席妙喜庵、腰掛待合、正門及び築地塀、中門及び袖塀の6件が登録有形文化財に登録された。敷地内では、紅茶やケーキを提供するカフェ、うどんやそばを提供する料理店が営業していた。
その後、座敷機石荘や茶席妙喜庵などは解体され、2016年（平成28年）9月14日、座敷機石荘、茶席妙喜庵、正門及び築地塀、中門及び袖塀の4件の登録が抹消された。

## 登録有形文化財

### 現存する建造物
- 茶席水鶏庵（くいなあん）
  - 木造平屋建、寄棟造、銅板葺[1]。建築面積24平方メートル[1]。桁行5.9メートル、梁間5.0メートル[1]。庭園の南西隅に建つ[1]。4畳半の茶室、次の間、水屋を有する[4]。
  - 1868年（明治元年）竣工[1]。1948年（昭和23年）移築[1]。2009年（平成21年）4月28日、登録有形文化財に登録された[1]。登録基準は「造形の規範となっているもの」。
- 腰掛待合
  - 木造平屋建、銅板葺[2]。建築面積3.2平方メートル[2]。桁行2.7メートル、梁間1.2メートル[2]。水鶏庵に付属する腰掛待合であり、庭園の西側に建つ[2]。
  - 1948年（昭和23年）竣工[2]。2014年（平成26年）10月7日、登録有形文化財に登録された[2]。登録基準は「造形の規範となっているもの」。

### 解体された建造物
- 座敷機石荘（きせきそう）
  - 木造平屋建、瓦葺[7]。建設面積63平方メートル[7]。
  - 1943年（昭和18年）頃竣工[7]。2009年（平成21年）4月28日、登録有形文化財に登録された[7]。登録基準は「造形の規範となっているもの」[7]。2016年（平成28年）9月14日、登録を抹消された[10]。
- 茶席妙喜庵（みょうきあん）
  - 木造平屋建、銅板葺[7]。建設面積5.3平方メートル[7]。
  - 明治時代後期竣工[7]。1948年（昭和23年）移築[7]。2009年（平成21年）4月28日、登録有形文化財に登録された[7]。登録基準は「造形の規範となっているもの」[7]。2016年（平成28年）9月14日、登録を抹消された[10]。
- 正門及び築地塀
  - 正門は木造、瓦葺[7]。間口4.6メートル[7]。築地塀は延長11メートル[7]。
  - 1958年（昭和33年）竣工[7]。2009年（平成21年）4月28日、登録有形文化財に登録された[7]。登録基準は「国土の歴史的景観に寄与しているもの」[7]。2016年（平成28年）9月14日、登録を抹消された[10]。
- 中門及び袖塀
  - 門は木造、杉皮葺[7]。間口3.1メートル[7]。塀は木造、瓦葺[7]。総延長7.8メートル[7]。
  - 1948年（昭和23年）竣工[7]。2009年（平成21年）4月28日、登録有形文化財に登録された[7]。登録基準は「国土の歴史的景観に寄与しているもの」[7]。2016年（平成28年）9月14日、登録を抹消された[10]。